# Kårsta församling
Kårsta församling var en församling i Stockholms stift och i Vallentuna kommun i Stockholms län. Församlingen uppgick 2006 i Össeby församling.

## Administrativ historik
Församlingen har medeltida ursprung. 
Den 1 januari 1952 (enligt beslut den 28 september 1951) överfördes församlingen från Uppsala stift och Seminghundra och Ärlinghundra kontrakt till Stockholms stift och Roslags västra kontrakt.
Församlingen uppgick 2006 i Össeby församling.

### Pastorat
- Medeltiden: Eget pastorat.
- Medeltiden till 1 januari 1962: Annexförsamling i pastoratet Frösunda och Kårsta.
- 1 januari 1962 till 1 januari 2006: Annexförsamling i pastoratet Össeby-Garn, Vada, Angarn och Kårsta.[4]

## Komministrar
| Ämbetstid | Namn                       | Levnadstid | Övrigt                                   |
| --------- | -------------------------- | ---------- | ---------------------------------------- |
| 1593-1601 | Michael Nicolai            |            |                                          |
| 1643      | Petrus                     |            |                                          |
| 1638-1668 | Andreas Erici Granius      | -1668      |                                          |
| 1668-1682 | Anders Lejman              |            | Senare kyrkoherde i Frösunda församling. |
| 1683-1706 | Jonas Riaelius             | -1706      |                                          |
| 1706-1732 | Anders Angerbergh          | 1665-1732  |                                          |
| 1733-1777 | Lars Segerholm             | 1700-1777  |                                          |
| 1777-1792 | Lars Abel Segerholm        | 1734-1792  |                                          |
| 1794-1824 | Eric Åkerstedt             | 1752-1824  |                                          |
| 1824-     | Jonas Christopher Sparling | 1782-      |                                          |

## Kyrkobyggnader
- Kårsta kyrka